# Ben Melmeth
Benjamin James Melmeth, detto Ben (Waratah, 7 marzo 1975), è un ex cestista australiano.

## Carriera
Con la Australia ha disputato i Campionati mondiali del 1998.